# Luppolo (araldica)
In araldica il luppolo compare solo in alcuni stemmi di araldica civica portati da comunità nel cui territorio è ben sviluppata tale coltivazione.

D'oro, alla pianta di luppolo fruttata di tre pezzi di verde (stemma di Tierp, Svezia, 1954-1973)
Di rosso, alla pianta di luppolo fruttata di uno e fogliata di due pezzi d'oro (stemma di Tierp, Svezia, dal 1974)
Una foglia e cinque frutti di luppolo (Hummelfeld, Germania)

## Traduzioni
- Inglese: hop
- Tedesco: Hopfen